# Міністр закордонних справ Швеції
Міністр закордонних справ Швеції — посада голови Міністерства закордонних справ Швеції. Посаду засновано у 1809. Нинішній міністр закордонних справ — Марія Малмер Стенергард (з 2024).

## Міністри закордонних справ Швеції
1. Ларс фон Енгстрем (1809–1824);
2. Густав Веттерстедт (1824–1837);
3. Адольф Мернер (1837–1838);
4. Густав Алгернон Шернельд (1838);
5. Альбрехт Іре (1838–1848);
6. Густав Алгернон Шернельд (1848–1856);
7. Еліас Лагерхейм (1856–1858);
8. Людвіг Мандерстрем (1858–1868);
9. Карл Вахмістр (1868–1871);
10. Бальцар фон Платен (1871–1872);
11. Оскар Бьєрншерна (1872–1880);
12. Карл Хохшільд (1880–1885);
13. Альберт Еренсверд старший (1885–1889);
14. Гюстав Окергельм (1889);
15. Карл Левенгаупт (1889–1895);
16. Людвіг Дуглас (1895–1899);
17. Альфред Лагерхейм (1899–1904);
18. Август Юльденстольпе (1904–1905);
19. Фредрік Вахмістр (1905);
20. Ерік Тролле (1905–1909);
21. Арвід Таубе (1909–1911);
22. Альберт Еренсверд молодший (1911–1914);
23. Кнут Валленберг (1914–1917);
24. Арвід Ліндман (1917);
25. Юханнес Гелльнер (1917–1920);
26. Ерік Куле Пальмшерна (1920);
27. Антон Врангель (1920–1921);
28. Карл Яльмар Брантінг (1921–1923);
29. Карл Хедершерна (1923);
30. Ерік фон Вюрттемберг (1923–1924);
31. Бу Естен Унден (1924–1926);
32. Юнас Левгрен (1926–1928);
33. Ернст Трюггер (1928–1930);
34. Фредрік Рамель (1930–1932);
35. Рікард Сандлер (1932–1936);
36. Карл Густав Вестман (1936);
37. Рікард Сандлер (1936–1939);
38. Крістіан Гюнтер (1939–1945);
39. Бу Естен Унден (1945–1962);
40. Торстен Нільссон (1962–1971);
41. Крістер Вікман (1971–1973);
42. Свен Андерссон (1973–1978);
43. Карін Седер (1976–1978);
44. Ганс Блікс (1978–1979);
45. Ула Ульстен (1979–1982);
46. Леннарт Будстрем (1982–1985);
47. Стен Андерссон (1985–1991);
48. Марґарета аф Уґґлас (1991–1994);
49. Лена Ельм-Валлен (1994–1998);
50. Анна Лінд (1998–2003);
51. Ян Карлссон (2003);
52. Лейла Фрейвальдс (2003–2006);
53. Буссе Рінгхольм (2006);
54. Карін Ємтін (2006);
55. Ян Еліассон (2006);
56. Карл Більдт (2006–2014);
57. Маргот Вальстрем (2014-2019);
58. Анн Лінде (2019-2022);
59. Тобіас Більстрем (2022-2024);
60. Марія Малмер Стенергард (з 10 вересня 2024).